# Henoonia myrtifolia
Henoonia myrtifolia är en potatisväxtart som beskrevs av August Heinrich Rudolf Grisebach. Henoonia myrtifolia ingår i släktet Henoonia och familjen potatisväxter. Inga underarter finns listade i Catalogue of Life.